# Serranía del Perijá
La sierra o serranía del Perijá es el ramal más septentrional de la Cordillera de los Andes entre Colombia y Venezuela (ubicada entre los departamentos de Cesar y La Guajira en Colombia, y en el Zulia en Venezuela). También se le conoce como serranía de los Motilones a partir de los límites de los departamentos del Cesar con Norte de Santander; e incluye otros sistemas montañosos como los montes de Oca.
La serranía marca un importante tramo de la frontera entre Colombia y Venezuela, con los departamentos colombianos de Norte de Santander, Cesar y La Guajira al occidente y el estado venezolano de Zulia al oriente. La vertiente oriental pertenece a la cuenca del lago de Maracaibo en donde desemboca el río Catatumbo.
La vertiente occidental corresponde principalmente a la cuenca del río Cesar, que desemboca en el río Magdalena. Esta región hace parte de los territorios focalizados PDET.